# الجامعة الكاثوليكية في بروكسل
الجامعة الكاثوليكية في بروكسل، والمعروفة باسمها باللغة الهولندية، كانت جامعة كاثوليكي في بروكسل جامعة بلجيكية تتحدث اللغة الهولندية وتقع في بروكسل. يأتي من القسم الهولندي في كليات جامعة سانت لويس، الموجودة أيضًا في بروكسل، وكان يُطلق عليه في الأصل Universitaire Faculteiten Sint-Aloysius. وكان أصغر الهولندية - جامعة ناطقة في بلجيكا ولكن أيضا أصغر جامعة بروكسل، جميع اللغات مجتمعة.

## تاريخ
في عام 1858، تم تأسيس معهد سانت لويس الذي يحتوي على قسم ثانوي وقسم أعلى للفلسفة. سيستغرق الأخيرون المزيد والمزيد من الاستقلال ليصبحوا كليات سانت لويس. في عام 1925، تم افتتاح قسم يتحدث الهولندية، سانت ألويسيوس. سوف تصبح مستقلة في عام 1973 تحت اسم كليات الجامعة سينت ألويسيوس. في عام 1991، أخذت اسم الجامعة الكاثوليكية في بروكسل أو الجامعة الكاثوليكية في بروكسل بالفرنسية.
في بداية العام الدراسي 2006-2007، قررت الحكومة الفلمنكية إغلاق أقسام الفلسفة والآداب، وتحويل أقسام الاقتصاد والإدارة والمهندس التجاري إلى كلية سانت الويسيوس للاقتصاد (EHSAL)، وإغلاق أقسام الاتصال وعلم الاجتماع والدمج قسم العلوم السياسية مع كلية الحقوق.
اعتبارًا من عام 2013، أصبحت جامعة كاثوليكي في بروكسل جزءًا من حرم جامعة لوفين في بروكسل.